# Bellevue (Washington)
Bellevue (kiejtése: bɛlvjuː) az Amerikai Egyesült Államok északnyugati részén, Washington állam King megyéjében elhelyezkedő város. A 2010. évi népszámlálási adatok alapján 122 363 lakosa van.
A CNNMoney a várost 2008-ban az USA első, 2010-ben pedig a negyedik legélhetőbb helyének nevezte. Az USAToday 2014-es listáján Bellevue a második helyen áll.

## Történet
A térség első lakói a duwamish indiánok voltak; Satskal településük a mai belvárostól délre helyezkedett el.
Az első európaiak az 1869-ben ideérkező William Meydenbauer és Aaron Mercer voltak, azonban az első állandó lakosok csak 1879-ben jelentek meg. 1882-ben többségében favágók éltek itt. A huszadik század első felében a legnagyobb iparág a mezőgazdaság volt; a feladatok többségét japán bevándorlók látták el. Bellevue a seattle-iek kedvelt üdülője volt. A nyaralók komppal érkeztek; miután az állomást Medinába költöztették, a turisták száma jelentősen csökkent.
Az 1920-as években James S. Ditty gravírozó azt jósolta, hogy Bellevue-nak kétszázezer lakosa lesz, és a Washington-tó mellett golfpályák és repülőterek fognak létesülni. Tervei 1928-ban jelentek meg.
1942-től az eperfesztivált nem rendezték meg, mivel a gazdálkodó japánokat internálták. Az így felszabaduló területeket a belváros bővítésére használták.
Bellevue 1953. március 31-én kapott városi rangot. Crossroads települést 1964-ben, Lake Hillst pedig 1969-ben annektálták. Az 1970-es népszámláláskor Bellevue Seattle, Spokane és Tacoma után Washington állam negyedik legnagyobb városa volt.
A Bellevue Square bevásárlóközpont 1946-ban nyílt meg.

## Éghajlat
A város éghajlata mediterrán (a Köppen-skála szerint Csb).
| Hónap                         | Jan.  | Feb.  | Már. | Ápr. | Máj. | Jún. | Júl. | Aug. | Szep. | Okt. | Nov.  | Dec.  | Év    |
| ----------------------------- | ----- | ----- | ---- | ---- | ---- | ---- | ---- | ---- | ----- | ---- | ----- | ----- | ----- |
| Rekord max. hőmérséklet (°C)  | 18,9  | 22,8  | 23,9 | 31,1 | 32,8 | 37,2 | 37,8 | 36,1 | 32,8  | 27,8 | 22,8  | 18,3  | 37,8  |
| Átlagos max. hőmérséklet (°C) | 8,3   | 10,6  | 12,8 | 15,0 | 18,3 | 21,1 | 23,9 | 23,9 | 21,1  | 15,6 | 11,1  | 8,3   | 15,9  |
| Átlagos min. hőmérséklet (°C) | 2,2   | 2,8   | 3,9  | 6,1  | 8,9  | 11,7 | 13,3 | 13,9 | 11,7  | 7,8  | 4,4   | 2,2   | 7,4   |
| Rekord min. hőmérséklet (°C)  | −16,1 | −17,2 | −7,2 | −1,1 | −3,9 | 3,9  | 7,2  | 7,8  | 2,2   | −2,2 | −10,6 | −12,8 | −17,2 |
| Átl. csapadékmennyiség (mm)   | 133   | 107   | 100  | 70   | 52   | 39   | 24   | 29   | 41    | 82   | 144   | 154   | 975   |
| Forrás: The Weather Channel   |       |       |      |      |      |      |      |      |       |      |       |       |       |

## Népesség
A 2010-es népszámláláskor a városnak 122 363 lakója, 50 355 háztartása és 32 145 családja volt. A népsűrűség 1412 fő/km2. A lakóegységek száma 55 551, sűrűségük 641 db/km2. A lakosok 62,6%-a fehér, 2,2%-a afroamerikai, 0,4%-a indián, 27,6%-a ázsiai, 0,2%-a a Csendes-óceáni szigetekről származik, 3,1%-a egyéb, 3,9%-a pedig kettő vagy több etnikumú. A spanyol vagy latino származásúak aránya 7% (   )
A háztartások 30%-ában élt 18 évnél fiatalabb. 52,9% házas, 7,6% egyedülálló nő, 3,3% egyedülálló férfi, 36,2% pedig nem család. 28,1% egyedül élt; 8,4%-uk 65 éves vagy idősebb. Egy háztartásban átlagosan 2,41 személy élt; a családok átlagmérete 2,97 fő.
A medián életkor 38,5 év volt. A város lakóinak 21,2%-a 18 évesnél fiatalabb, 7,6% 18 és 24 év közötti, 30,8%-uk 25 és 44 év közötti, 26,5%-uk 45 és 64 év közötti, 13,9%-uk pedig 65 éves vagy idősebb. A lakosok 50,1%-a férfi, 49,9%-a pedig nő.

## Gazdaság
A Google 2018-ban nyitotta meg belvárosi telephelyét. A Facebook és az Amazon.com 2019-ben bejelentette, hogy több ezer munkahelyet létesítenének Bellevue-ban.

## Közigazgatás
A képviselőtestület a polgármesterrel együtt hét tagból áll. Mind a polgármestert, mind a városmenedzsert a testület tagjai választák; előbbi feladata a testületi ülések lefolytatása, utóbbié pedig a napi működési feladatok ellátása.

## Oktatás
A város iskoláinak többsége a bellevue-i, míg mások a Lake Washington, a rentoni vagy az issaquah-i tankerület fennhatósága alatt állnak. A hagyományos intézmények mellett tehetséggondozó iskolák is vannak a településen. A Newsweek 2015-ös értékelése szerint az Interlake és Newport gimnáziumok a négyszáz legjobb intézmény között vannak; külön kiemelték, hogy ezek az iskolák segítik a rossz anyagi hátterű családból érkező diákok tanulását.
A Bellevue-i Főiskola a Washington Közösségi és Műszaki Főiskolái hálózat tagja.
A településen több magán- (Open Window School) és egyházi fenntartású iskola (Jewish Day School of Metropolitan Seattle), valamint Montessori- és Waldorf-intézmény is működik. A Seattle-i Japán Iskola tanóráit Bellevue-ban tartják.

## Parkok
Az 1970-es évek óta a város igyekszik megóvni a zöldfelületeket a beépítés ellen. A város parkszolgálata több mint tíz négyzetkilométernyi parkot, játszóteret, valamint egy botanikus kertet tart fenn. Az üzemeltetésben több mint 5500 önkéntes is részt vesz.

## Közlekedés
Bellevue közösségi közlekedését a King County Metro és a Sound Transit biztosítja. A Bellevue Transit Centertől helyi és regionális buszok is indulnak.
A város erős lobbitevékenységet folytatott, hogy a Sound Transit könnyűvasúti vonala érintse Bellevue-t; az önkormányzat a leendő vasúti alagútra 104–150 millió dollárt különített el. A megállapodást 2011 novemberében írták alá, az építkezés pedig 2017 közepén kezdődött.

## Kultúra

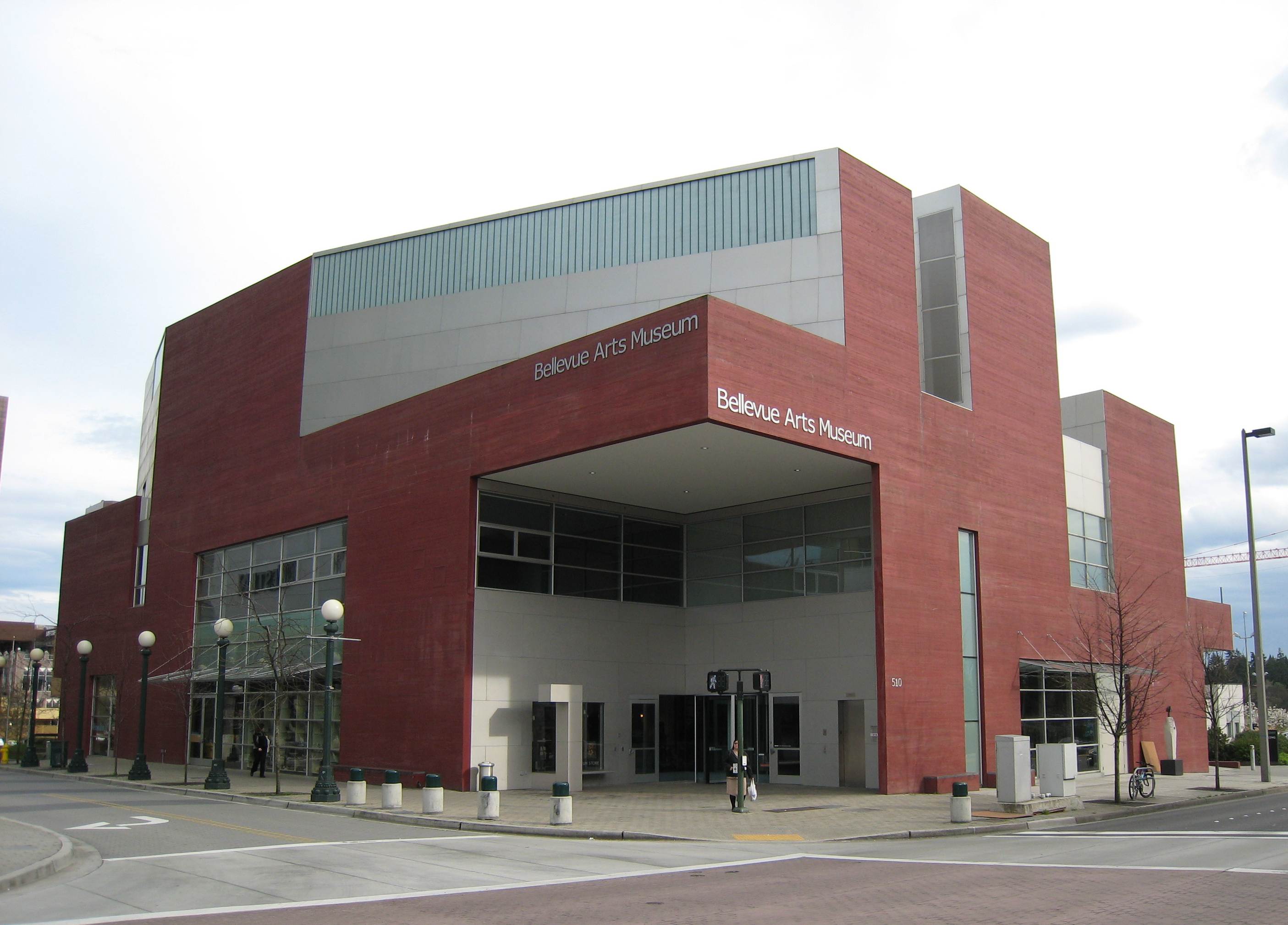
A művészeti múzeum

### Rendezvények
1947 óta július utolsó hétvégéjén rendezik meg a kézműves vásárt. A szoborkiállítást félévente tartják.
A június negyedik hétvégéjén megrendezett eperfesztivál helyszíne a Crossroads Park. Az eseményt először 1925-ben rendezték meg, azonban 1942-ben az epertermesztésesl foglalkozó japánokat internálták, így legközelebb 1987-ben tartották meg. 2003-tól a fesztivál több napig tart.

### Múzeumok
A Bellevue-i Művészeti Múzeum 1975-ben nyílt meg; 1983-ban a Bellevue Square-re, 2001-ben pedig a Steven Holl által tervezett épületbe költözött. A létesítményt 2003-ban finanszírozási problémák miatt bezárták, azonban az adománygyűjtési kampányt követően 2005. június 18-án újra megnyitották; az első kiállításon teáskannákat mutattak be.
A Rosalie Whyel Babamúzeum egykor a világ legnagyobb ilyen kiállítótere volt; a két szintes, viktoriánus stílusú épületben több mint ezer babát állítottak ki. Helyén ma a KidsQuest Gyermekmúzeum működik. A Meydenbauer Center a város kongresszusi központja.

## Sport
A Bellevue Blackhawks a város egykori kosárlabdacsapata, akik 2005-ben Arkansasben 15 000 ember előtt léptek pályára.

## Nevezetes személyek
- Ann Wilson, a Heart együttes alapító tagja[60]
- Chuck Swirsky, kosárlabdázó[61]
- Dave Niehaus, sportkommentátor[62]
- Gabe Newell, a Valve társalapítója[63]
- James Love, a Knowledge Ecology International igazgatója[64]
- John Olerud, baseballjátékos[65]
- Larry Sanger, a Wikipédia társalapítója[66]
- Matt Hague, baseballjátékos[67]
- Matthew Boyd, baseballjátékos[68]
- Matthew Sheldon, labdarúgó[69]
- Nancy Wilson, a Heart együttes alapító tagja[60]
- Peter Horton, színész[70]
- Ricky „Horror” Olson, a Motionless in Hole gitárosa[71]
- Rob McKenna, Washington egykori államügyésze[72]
- Robert Stock, baseballjátékos[73]
- Russell Wilson, amerikaifutball-játékos[74]
- Satya Nadella, a Microsoft vezérigazgatója[75]
- Tim Lincecum, baseballjátékos[76]
- Timothy Omundson, színész[77]
- William S. Ayer, az Alaska Airlines egykori vezérigazgatója, a Washingtoni Egyetem igazgatótanácsának tagja[78]

## Testvérvárosok
A település testvérvárosai:
- Hualien, Kínai Köztársaság
- Jao, Japán
- Kladno, Csehország
- Liepāja, Litvánia

## Fordítás
- Ez a szócikk részben vagy egészben  a   Bellevue, Washington című angol Wikipédia-szócikk ezen változatának fordításán alapul.  Az eredeti cikk szerkesztőit annak laptörténete sorolja fel. Ez a jelzés csupán a megfogalmazás eredetét és a szerzői jogokat jelzi, nem szolgál a cikkben szereplő információk forrásmegjelöléseként.